# Kwiecień 2019

## 28 kwietnia
- W wyborach parlamentarnych w Hiszpanii zwyciężyła Hiszpańska Socjalistyczna Partia Robotnicza (PSOE)[1]

## 24 kwietnia
- Trzęsienie ziemi o magnitudzie 6,1 nawiedziło stan Asam na północnym wschodzie Indii. Epicentrum trzęsienia znajdowało się w odległości ok. 180 km na północny zachód od miasta Dibrugarh, na głębokości ok. 15 km. Nie ma informacji o ewentualnych ofiarach bądź znaczących stratach materialnych[2].

## 23 kwietnia
- Co najmniej 264 zabitych i 1266 rannych to dotychczasowy bilans walk w Libii, które wybuchły 4 kwietnia 2019, kiedy oddziały generała Chalify Haftara ruszyły z baz na wschodzie kraju by zająć stolicę kraju[3].

## 22 kwietnia
- W wyniku trzęsienie ziemi na Filipinach zginęło co najmniej 11 osób, a 20 zostało rannych[4].
- Trzęsienie ziemi o magnitudzie 5,4 nawiedziło południowy Meksyk. Hipocentrum trzęsienia ziemi znajdowało się na głębokości 21,6 kilometra, a epicentrum w odległości ponad 400 km od stolicy Meksyku, w pobliżu granicy między stanami Oaxaca i Guerrero. Nie ma informacji o ofiarach czy zniszczeniach[5].
- Polscy archeolodzy odkryli w Huarmey w Peru (300 km na północ od Limy) grobowiec młodego mężczyzny. W grobie znaleziono kilkanaście przedmiotów wykonanych z brązu, w tym metalową piłę, topór, noże i dłuta. Ich zdaniem jest to grób metalurga, który żył ok. 1200 lat temu[6].

## 21 kwietnia
- Prawie 300 osób zginęło (liczba szacunkowa), a kilkaset zostało rannych w ośmiu eksplozjach w Wielkanoc na Sri Lance[7][8].
- Do 40 wzrosła liczba ofiar śmiertelnych zatonięcia łodzi pasażerskiej na jeziorze Kiwu na wschodzie Demokratycznej Republiki Konga. Zaginionych jest około 100 osób[9].
- 28 osób zginęło, a co najmniej pięć zostało rannych w lawinie błotnej w departamencie Cauca, na południowym zachodzie Kolumbii[10][11].
- 27 osób, w tym 15 policjantów, zostało rannych w wyniku starć protestujących z policją w Wąwozie Pankisi w północno-wschodniej Gruzji. W proteście brało udział ok. 300 lokalnych mieszkańców, którzy nie zgadzają się na budowę elektrowni wodnej[12].
- Wybory prezydenckie w Macedonii Północnej.
- Wołodymyr Zełenski zwyciężył w drugiej turze wyborów prezydenckich na Ukrainie[13][14].

## 18 kwietnia
- Premier Soumeylou Boubèye Maïga złożył wraz z całym gabinetem rezygnację na ręce prezydenta Mali Ibrahima Boubacara Keïty. Dymisja ma związek z wymordowaniem 160 przedstawicieli ludu Peulh przez lokalną samoobronę[15].
- Brytyjska policja metropolitalna poinformowała, że w związku z trwającymi od kilku dni w Londynie demonstracjami przeciw bierności wobec zmian klimatu aresztowano łącznie 480 osób[16].
- Co najmniej 13 osób zginęło w wyniku częściowego zawalenia się ściany wypełnionego wiernymi kościoła zielonoświątkowców w czasie mszy, w prowincji KwaZulu-Natal na wschodzie RPA[17].
- Egipscy archeolodzy odsłonili jeden z największych grobowców w Luksorze na południu Egiptu. Mające 3500 lat katakumby o powierzchni równej 450 m² mają 18 wejść; grobowiec prawdopodobnie stanowił własność możnowładcy, należącego do XVIII dynastii panującej w Dolnym i Górnym Egipcie w latach 1550–1292 p.n.e[18].

## 17 kwietnia
- Ogłoszono ostateczne wyniki wyborach parlamentarnych w Izraelu. Zwyciężył Likud premiera Binjamina Netanjahu przed Niebiesko-Białymi pod przywództwem Beniego Ganca, Ja’ira Lapida i Moszego Ja’alona (koalicja partii Moc Izraela, Telem i Jest Przyszłość) – po 35 mandatów. Do Knesetu XXI kadencji dostały się także Szas i Zjednoczony Judaizm Tory (po 8), Hadasz-Ta’al i Partia Pracy (po 6), Unia Partii Prawicowych (koalicja partii Żydowski Dom, Tekuma i Żydowska Siła) i Nasz Dom Izrael (po 5) oraz Merec, My Wszyscy i Ra’am-Balad (po 4 mandaty)[19].
- Na Maderze autobus turystyczny spadł z drogi, w wyniku czego zginęło 29 pasażerów – obywateli Niemiec, a 27 osób zostało rannych[20].
- Z kosmodromu NASA na wyspie Wallops w USA wystartowała o godz. 22:46 czasu polskiego misja Cygnus NG-11. Statek wyniesiony rakietą Antares 230 wykonywał bezzałogową misję logistyczną na Międzynarodową Stację Kosmiczną. Obok ładunku na MSK wyniesiono szereg nanosatelitów, w tym dwa z Polski: Kraksat i Światowid, pierwszy polski satelita komercyjny i obserwacyjny[21][22].

## 16 kwietnia
- Sześć osób zginęło we wtorek w katastrofie małego samolotu pasażerskiego na południu Chile, w pobliżu miejscowości Puerto Montt[23].

## 15 kwietnia
- W Paryżu ok. godziny 18:50 czasu lokalnego wybuchł pożar w Katedrze Notre-Dame. W akcji gaszenia brało udział około 500 strażaków; 3 osoby zostały ranne[24][25].
- Ponad 2,5 tys. osób z 39 państw brało udział w największych manewrach medycznych z udziałem członków NATO oraz krajów partnerskich. Ćwiczenia „Vigorous Warrior 2019” odbyły się w Rumunii, gdzie symulowano scenariusz obrony przed przeciwnikiem, czego następstwem była wielka liczba rannych[26].
- Reuters poinformował, że rozpoczęto usuwanie prętów paliwowych z drugiego ze zniszczonych reaktorów elektrowni atomowej w Fukushimie. Prace w silnie skażonym rejonie reaktora przeprowadzane są przy użyciu zdalnie sterowanych żurawi[27].
- W ogrodzie zoologicznym w chińskim Suzhou zmarła ostatnia znana samica żółwiaka szanghajskiego, mająca 90 lat. Gatunek jest krytycznie zagrożony wyginięciem[28].

## 14 kwietnia
- Trzy osoby zginęły, a cztery zostały ranne w wyniku uderzenia niewielkiego samolotu w śmigłowiec stojący na lotnisku w miejscowości Lukla w rejonie Mount Everest, na północy Nepalu[29].
- Partia socjaldemokratyczna (SDP) wygrała wybory parlamentarne w Finlandii. Według nieoficjalnych wyników ze wszystkich lokali wyborczych ugrupowanie to zdobyło 17,7% głosów. Drugie miejsce zajęła Partia Finowie (PS) z 17,5% poparcia, a trzecie miejsce zajęła Partia Koalicji Narodowej (KOK), która otrzymała 17% poparcia. Na czwartym miejscu uplasowała się Partia Centrum obecnego premiera Juhy Sipili, na którą głosowało 13,8% wyborców[30].
- W wieku 69 lat zmarł profesor Jacek Namieśnik, chemik i rektor Politechniki Gdańskiej[31].

## 13 kwietnia
- Przedsiębiorstwo Scaled Composites zrealizowało oblot samolotu Stratolaunch, największego statku powietrznego świata (pod względem rozpiętości)[32][33].

## 12 kwietnia
- Co najmniej siedem osób zginęło, a 20 zostało rannych w eksplozji silnego ładunku wybuchowego na targowisku w mieście Kweta, stolicy prowincji Beludżystan w zachodnim Pakistanie[34].
- W Rio de Janeiro zawaliły się dwa budynki mieszkalne, w wyniku czego zginęło co najmniej pięć osób, dziewięć zostało rannych, a 13 uważa się za zaginione[35].
- Trzęsienie ziemi o magnitudzie 6,8 nawiedziło dzisiaj indonezyjską wyspę Celebes. Epicentum znajdowało się ok. 280 km na południe od prowincji Gorontalo, na głębokości 43 km. Władze wydały ostrzeżenie przed tsunami; nie ma informacji o ofiarach lub zniszczeniach[36].
- Węgierski Trybunał Konstytucyjny dopuścił czasowe odbieranie dzieci rodzicom, jeśli ci nie zgadzają się bez uzasadnionego powodu na ich obowiązkowe szczepienia[37].

## 11 kwietnia
- Izraelska sonda Bereszit rozbiła się o powierzchnię Księżyca[38].
- Zamach stanu w Sudanie.

## 10 kwietnia
- Naukowcy z programu EHT opublikowali pierwsze w historii zdjęcie czarnej dziury, znajdującej się w centrum galaktyki M87[39].
- W tygodniku „Nature” opisano nieznany dotąd gatunek człowieka, który nazwano Homo luzonensis, od największej filipińskiej wyspy Luzon, na terenie której odnaleziono szczątki, liczące 50–67 tys. lat[40].

## 9 kwietnia
- Japońska sonda Hayabusa 2 zbombardowała asteroidę Ryugu, powodując powstanie na jej powierzchni krateru. Celem manewru było pobranie próbek, które mają dostarczyć informacji na temat początków Układu Słonecznego[41].
- Wybory parlamentarne w Izraelu.

## 8 kwietnia
- Trzej żołnierze USA i pracownik kontraktowy sił zbrojnych zginęli (trzech żołnierzy zostało rannych) w wyniku wybuchu pułapki minowej koło bazy lotniczej Bagram na wschodzie Afganistanu[42].
- W egipskiej Sakkarze, w kompleksie piramid, odkryto grobowiec liczący 4300 lat. Należał prawdopodobnie do egipskiego szlachcica o imieniu Khuwy. Został przyozdobiony malowidłami zwierząt poddawanych ubojowi i mordowaniu[43].

## 7 kwietnia
- Stany Zjednoczone uznały irański Korpus Strażników Rewolucji Islamskiej za organizację terrorystyczną. Iran odpowiedział tym samym wobec amerykańskich wojsk w regionie[44].
- Co najmniej 21 osób zginęło, a 27 zostało rannych w Trypolisie od rozpoczęcia ofensywy Libijskiej Armii Narodowej pod wodzą gen. Chalify Haftara. Celem ofensywy było odbicie stolicy kraju[45].
- Jedna osoba zginęła, a cztery zostały ranne w strzelaninie, która wybuchła w sobotę późnym wieczorem w mieście Hørsholm, położonym na północ od Kopenhagi[46].

## 5 kwietnia
- 63-letni Amerykanin David Malpass został mianowany nowym szefem Banku Światowego. Zastąpił on Jima Yong Kima, który na początku roku ogłosił swoją rezygnację mimo trwającej kadencji[47].

## 3 kwietnia
- W Warszawie zmarł polski pisarz Marek Słyk[48], autor „Zupnej trylogii” (W barszczu przygód, W rosole powikłań, W krupniku rozstrzygnięć).

## 2 kwietnia
- w związku ze zniszczeniami spowodowanymi przejściem (4–21 marca 2019) przez Mozambik, Malawi i Zimbabwe cyklonu Idai (liczba ofiar śmiertelnych przekroczyła 1000[49]) zwołano specjalne spotkanie Rady Gospodarczej i Społecznej ONZ (z udziałem zastępcy sekretarza generalnego ONZ), podczas którego uczestnicy zwrócili uwagę na pilną potrzebę zwiększenia dofinansowania kryzysowego i opanowania trwającego kryzysu, a także na konieczność złagodzenia skutków podobnych sytuacji w przyszłości[50].
- Po kilku tygodniach masowych protestów antyrządowych prezydent Algierii Abd al-Aziz Buteflika podał się do dymisji[51].

## 1 kwietnia
- Zmarł Stefan Mikołajczak, pierwszy marszałek województwa wielkopolskiego w latach 1998–2005, wiceprezes Zarządu Głównego ZOSP RP, odznaczony Krzyżem Kawalerskim Orderu Odrodzenia Polski[52].
- Polska i inne kraje Europy Środkowej i Wschodniej wygrały długoletnią bitwę przeciwko podwójnym standardom żywności i produktów powszechnego użytku jakie międzynarodowe koncerny stosują na Zachodzie i na Wschodzie Europy. Komisja Europejska zdecydowała, że niedopuszczalna będzie sprzedaż produktów o różnych składnikach, choć pod identyczną etykietą w różnych częściach Unii Europejskiej[53].